# Автоматизація процесів за допомогою роботизації
Автоматизація процесів за допомогою роботизації (англ. robotic process automation, RPA) — це форма технології автоматизації бізнес -процесів, заснована на метафоричних програмних роботах (ботах) або на штучному інтелекті (AI)/цифрових працівниках.  Його іноді називають програмною робототехнікою (не плутати з програмним забезпеченням для роботів ).
У традиційних інструментах автоматизації робочого процесу розробник програмного забезпечення створює список дій для автоматизації завдання та інтерфейсу до внутрішньої системи за допомогою внутрішніх інтерфейсів прикладного програмування (API) або спеціальної мови сценаріїв. Навпаки, системи RPA розробляють список дій, спостерігаючи, як користувач виконує це завдання в графічному інтерфейсі користувача (GUI) програми, а потім виконують автоматизацію, повторюючи ці завдання безпосередньо в GUI. Це може знизити перешкоди для використання автоматизації в продуктах, які інакше не мають API для цієї мети.
Інструменти RPA мають сильну технічну схожість із інструментами тестування графічного інтерфейсу користувача . Ці інструменти також автоматизують взаємодію з графічним інтерфейсом і часто роблять це шляхом повторення набору демонстраційних дій, які виконує користувач. Інструменти RPA відрізняються від таких систем тим, що вони дозволяють обробляти дані в кількох програмах та між ними, наприклад, отримувати електронну пошту з рахунком-фактурою, витягувати дані та вводити їх у бухгалтерську систему.

## Історична еволюція
Типові переваги автоматизації процесів за допомогою роботизації включають:
- зниження вартості;
- підвищення швидкості роботи, точності і послідовності;
- покращення якості і масштабування виробництва.

Автоматизація також може забезпечити додатковий захист, особливо для конфіденційних даних і фінансових послуг.
Як форма автоматизації ця концепція існує протягом тривалого часу у формі сканування екрана, яке можна простежити до ранніх форм шкідливого програмного забезпечення. Однак RPA є набагато більш розширюваним, що включає інтеграцію API в інші корпоративні програми, з’єднувачі в системи ITSM, служби терміналів і навіть деякі типи штучного інтелекту (наприклад, послуги машинного навчання, такі як розпізнавання зображень . Це вважається значною технологічною еволюцією в тому сенсі, що з’являються нові програмні платформи, які є достатньо зрілими, стійкими, масштабованими та надійними, щоб зробити цей підхід життєздатним для використання на великих підприємствах  (які інакше не хотіли б через сприйняття ризики для якості та репутації).
Основна перешкода для впровадження самообслуговування часто є технологічною: не завжди можливо або економічно вигідно модернізувати нові інтерфейси на існуючих системах. Крім того, організації можуть забажати розмістити змінний і настроюваний набір правил процесу поверх системних інтерфейсів, які можуть відрізнятися залежно від ринкових пропозицій і типу клієнта. Це тільки збільшує вартість і ускладнює технологічну реалізацію. Робототехнічне програмне забезпечення для автоматизації забезпечує прагматичні засоби розгортання нових послуг у цій ситуації, коли роботи просто імітують поведінку людей, щоб виконати транскрипцію або обробку в фоновому режимі. Відносна доступність цього підходу пояснюється тим фактом, що не потрібні нові ІТ-трансформації чи інвестиції; натомість програмні роботи просто ширше використовують наявні ІТ-активи.

## Застосування
Хостинг служб RPA також узгоджується з метафорою програмного робота, де кожен екземпляр робота має власну віртуальну робочу станцію, подібно до людини-працівника. Робот використовує клавіатуру та мишу для виконання дій і автоматизації. Зазвичай усі ці дії відбуваються у віртуальному середовищі, а не на екрані; роботу не потрібен фізичний екран, він інтерпретує екранне зображення електронним способом. Масштабованість сучасних рішень, заснованих на подібних архітектурах, значною мірою завдячує появі технології віртуалізації, без якої масштабованість великих розгортань була б обмежена наявними можливостями для керування фізичним обладнанням і пов’язаними з цим витратами. Впровадження RPA на підприємствах продемонструвало значну економію коштів у порівнянні з традиційними рішеннями без RPA. 
Проте є кілька ризиків з RPA. Критика включає ризики придушення інновацій та створення складнішого середовища обслуговування існуючого програмного забезпечення, яке тепер має розглядати використання графічних інтерфейсів користувача у спосіб, який вони не передбачали. 

## Вплив на зайнятість
За даними Harvard Business Review, більшість операційних груп, які приймають RPA, пообіцяли своїм співробітникам, що автоматизація не призведе до звільнень .  Натомість робітників перерозподілили на більш цікаву роботу. Одне академічне дослідження підкреслило, що працівники інтелектуальної сфери не відчувають загрози від автоматизації: вони прийняли її та розглядали роботів як товаришів по команді.  У цьому ж дослідженні було підкреслено, що технологія була застосована таким чином, щоб досягти більшого обсягу роботи та більшої продуктивності з тією самою кількістю людей, замість того, щоб зменшити кількість працівників.
І навпаки, деякі аналітики вважають, що RPA становить загрозу для галузі аутсорсингу бізнес-процесів (BPO).  Теза, що стоїть за цією ідеєю, полягає в тому, що RPA дозволить підприємствам «репатріювати» процеси з офшорних місць у локальні центри обробки даних, використовуючи переваги цієї нової технології. Ефект, якщо це правда, полягатиме у створенні високоцінних робочих місць для кваліфікованих проектувальників процесів у наземних місцях (і в межах пов’язаного ланцюга постачання ІТ-обладнання, управління центром обробки даних тощо), але зменшить доступні можливості для низькокваліфікованих працівників офшори. З іншого боку, ця дискусія виглядає здоровим полем для дебатів, оскільки інше наукове дослідження намагалося протистояти так званому «міфу», що RPA поверне багато робочих місць з офшорів. 

### Фактичне використання RPA
- Автоматизація банківських і фінансових процесів
- Процеси іпотеки та кредитування
- Автоматизація обслуговування клієнтів
- Мерчандайзингові операції електронної комерції
- Програми оптичного розпізнавання символів
- Процес вилучення даних
- Виправлений процес автоматизації

### Вплив на суспільство
Наукові дослідження   прогнозують, що RPA, серед інших технологічних тенденцій, має спричинити нову хвилю підвищення продуктивності та ефективності на світовому ринку праці. Хоча це не пов’язано безпосередньо з RPA, Оксфордський університет припускає, що до 35% усіх робочих місць може бути автоматизовано до 2035 року. 
Тенденція роботизованої автоматизації має географічні наслідки. У наведеному вище прикладі, коли офшорний процес «репатріюється» під контроль організації-клієнта (або навіть переміщується Аутсорсером бізнес-процесів з офшорного розташування до центру обробки даних), впливом буде дефіцит економічної діяльності в офшорному місці та економічну вигоду для початкової економіки. Виходячи з цього, можна очікувати, що країни з розвиненою економікою, які мають навички та технологічну інфраструктуру для розробки та підтримки роботизованої автоматизації, отримають чисту вигоду від цієї тенденції.
У виступі на TEDx , організованому Університетським коледжем Лондона (UCL), підприємець Девід Мосс пояснює, що цифрова праця у формі RPA, ймовірно, революціонізує модель витрат у сфері послуг, знизивши ціни на продукти та послуги, а одночасно покращуючи якість результатів і створюючи додаткові можливості для персоналізації послуг.
В окремій доповіді на TEDx у 2019 році  керівник японського бізнесу та колишній ІТ-директор банку Barclays Коічі Хасегава зазначив, що цифрові роботи можуть мати позитивний вплив на суспільство, якщо ми почнемо використовувати робота з емпатією, щоб допомогти кожній людині. Він наводить тематичне дослідження японських страхових компаній – Sompo Japan і Aioi – обидві з яких запровадили ботів, щоб пришвидшити процес страхових виплат у минулих масштабних катастрофах.
Тим часом професор Віллкокс, автор цитованої вище статті LSE , говорить про підвищене задоволення від роботи та інтелектуальну стимуляцію, характеризуючи технологію як таку, що здатна «вивести робота з людини»,  посилаючись на уявлення про те, що роботи візьмуть на себе повсякденну і повторювану частину щоденного робочого навантаження людей, залишаючи їх використовувати в більш міжособистісних ролях або зосереджуватися на решті, більш значущої частини їхнього дня.
У дослідженні 2021 року, яке спостерігало за наслідками роботизації в Європі, також було виявлено, що гендерний розрив в оплаті праці збільшувався на 0,18% на кожний 1% збільшення роботизації певної галузі. 

## Без допомоги RPA
Unassisted RPA, або RPAAI   — це нове покоління пов’язаних з RPA технологій. Технологічний прогрес у сфері штучного інтелекту дозволяє запускати процес на комп’ютері без необхідності введення даних від користувача.

## Гіперавтоматизація
Гіперавтоматизація — це застосування передових технологій, таких як RPA, штучний інтелект, машинне навчання (ML) і інтелектуальний аналіз процесів, для збільшення кількості працівників і автоматизації процесів значно ефективнішими способами, ніж традиційні можливості автоматизації.    Гіперавтоматизація — це поєднання інструментів автоматизації для виконання роботи. 
У звіті Gartner зазначається, що цю тенденцію започаткувала  автоматизація процесів за допомогою роботизації (RPA). У звіті зазначається, що «саме RPA не є гіперавтоматизацією. Гіперавтоматизація вимагає поєднання інструментів і технологій, таких як Robotic Data Automation, щоб допомогти відтворити фрагменти, де людина бере участь у завданні». 
Офісні процеси в бек-офісах, передані великими організаціями на аутсорсинг, особливо тими, що відправляються в офшори, зазвичай є простими та транзакційними за своєю природою, вимагаючи невеликого (якщо взагалі взагалі) аналізу чи суб’єктивного судження. Здавалося б, це ідеальна відправна точка для організацій, які починають використовувати роботизовану автоматизацію для бек-офісу. Чи вирішують організації-клієнти повернути аутсорсингові процеси «всередину» своїх постачальників аутсорсингу бізнес-процесів (BPO), створюючи таким чином загрозу для майбутнього бізнесу BPO,  чи BPO впроваджують таку автоматизацію від імені своїх клієнтів. цілком може залежати від ряду факторів.
І навпаки, постачальник BPO може прагнути здійснити певну форму блокування клієнта за допомогою автоматизації. Усунувши витрати з бізнес-операції, де постачальник BPO вважається власником інтелектуальної власності та фізичної реалізації автоматизованого автоматизованого рішення (можливо, з точки зору апаратного забезпечення, права власності на ліцензії на програмне забезпечення тощо), постачальник може зробити Клієнту дуже важко повернути процес «вдома» або вибрати нового постачальника BPO. Цей ефект виникає, оскільки пов’язану економію витрат, досягнуту завдяки автоматизації, доведеться – принаймні тимчасово – повторно запроваджувати в бізнес, поки технічне рішення буде повторно впроваджено в новому робочому контексті.
Географічно агностичний характер програмного забезпечення означає, що нові бізнес-можливості можуть виникнути для тих організацій, які мають політичні або нормативні перешкоди для офшорингу або аутсорсингу. Роботизовану автоматизацію можна розмістити в центрі обробки даних у будь-якій юрисдикції, і це має два важливі наслідки для постачальників BPO. По-перше, наприклад, суверенний уряд може не захотіти або законно не мати змоги передати аутсорсингу обробку податкових справ та адміністрування безпеки. Виходячи з цього, якщо порівняти роботів із робочою силою людини, це створює справді нову можливість для «третього постачальника» варіанту після вибору на суші чи на морі. По-друге, і навпаки, постачальники послуг BPO раніше перенесли аутсорсингові операції на інші політичні та географічні території у відповідь на зміну інфляції заробітної плати та нові можливості трудового арбітражу в інших місцях. Навпаки, рішення для центру обробки даних, здавалося б, запропонує фіксовану та передбачувану базу витрат, яка, якщо вона досить низька за роботом порівняно з людиною, здається, усуває будь-яку потенційну потребу чи бажання постійно переміщувати операційні бази.

## Приклади
- Програмне забезпечення для розпізнавання голосу та цифрового диктування, пов’язане для об’єднання бізнес-процесів для прямої обробки без ручного втручання
- Спеціалізоване програмне забезпечення для віддаленого керування інфраструктурою, що включає автоматизоване дослідження та вирішення проблем, використання роботів для ІТ-підтримки першої лінії
- Чат-боти, які використовуються інтернет-магазинами та постачальниками послуг для обслуговування запитів клієнтів на інформацію. Також використовується компаніями для обслуговування запитів співробітників на інформацію з внутрішніх баз даних
- Програмне забезпечення для автоматизації рівня презентації, яке все частіше використовується аутсорсерами бізнес-процесів для витіснення людської праці
- Системи IVR, що включають інтелектуальну взаємодію з абонентами

## Дивіться також
- автоматизація
- Автоматизація бізнес-процесів

## Зовнішні посилання
- Робота, продуктивність і відмінне відокремлення, професор Макафі, головний науковий співробітник Центру цифрового бізнесу Массачусетського технологічного інституту.
- Rise of the software machines, Журнал Economist.
- Лондонська школа економіки випускає перше в серії прикладів RPA, Reuters
- Люди та машини: роль людей у технологічно керованих організаціях, Журнал Economist.
- Роботизована автоматизація як загроза традиційному недорогому аутсорсингу, дослідження HfS.